# Nes és Gøta egyházközség
Nes és Gøta egyházközség (feröeriül: Nes og Gøtu sókna kommuna) egy megszűnt község (polgári egyházközség) Feröeren. Eysturoy déli és keleti részén feküdt.

## Történelem
A község 1896-ban jött létre Eysturoy egyházközségből kiválva.
1912-ben szétvált Nes egyházközségre és Gøta egyházközségre, és ezzel megszűnt.

## Önkormányzat és közigazgatás

### Települések
| Település                 | Mióta a község része | Előző község          | Meddig a község része | Következő község | Megjegyzés |
| ------------------------- | -------------------- | --------------------- | --------------------- | ---------------- | ---------- |
| Glyvrar                   | 1896                 | Eysturoy egyházközség | 1912                  | Nes község       |            |
| Gøtugjógv                 | 1896                 | Eysturoy egyházközség | 1912                  | Gøta község      |            |
| Lambareiði                | 1896                 | Eysturoy egyházközség | 1912                  | Nes község       |            |
| Lambi                     | 1896                 | Eysturoy egyházközség | 1912                  | Nes község       |            |
| Nes (Eysturoy)            | 1896                 | Eysturoy egyházközség | 1912                  | Nes község       |            |
| Norðragøta                | 1896                 | Eysturoy egyházközség | 1912                  | Gøta község      |            |
| Rituvík                   | 1896                 | Eysturoy egyházközség | 1912                  | Nes község       |            |
| Runavík                   | 1896                 | Eysturoy egyházközség | 1912                  | Nes község       |            |
| Saltangará                | 1896                 | Eysturoy egyházközség | 1912                  | Nes község       |            |
| Saltnes                   | 1896                 | Eysturoy egyházközség | 1912                  | Nes község       |            |
| Skipanes                  | 1896                 | Eysturoy egyházközség | 1912                  | Nes község       |            |
| Syðrugøta                 | 1896                 | Eysturoy egyházközség | 1912                  | Gøta község      |            |
| Søldarfjørður             | 1896                 | Eysturoy egyházközség | 1912                  | Nes község       |            |
| Toftir                    | 1896                 | Eysturoy egyházközség | 1912                  | Nes község       |            |
| Undir Gøtueiði (Gøtueiði) | 1896                 | Eysturoy egyházközség | 1912                  | Gøta község      |            |
| Æðuvík                    | 1896                 | Eysturoy egyházközség | 1912                  | Nes község       |            |